# Du Toit Mountains
Du Toit Mountains är ett berg i Antarktis. Det ligger i Västantarktis. Argentina, Chile och Storbritannien gör anspråk på området. Toppen på Du Toit Mountains är 1 700 meter över havet.
Terrängen runt Du Toit Mountains är varierad. Trakten är obefolkad. Det finns inga samhällen i närheten.